# Synegiodes histrionaria
Synegiodes histrionaria är en fjärilsart som beskrevs av Swinhoe 1892. Synegiodes histrionaria ingår i släktet Synegiodes och familjen mätare. Inga underarter finns listade i Catalogue of Life.

## Bildgalleri

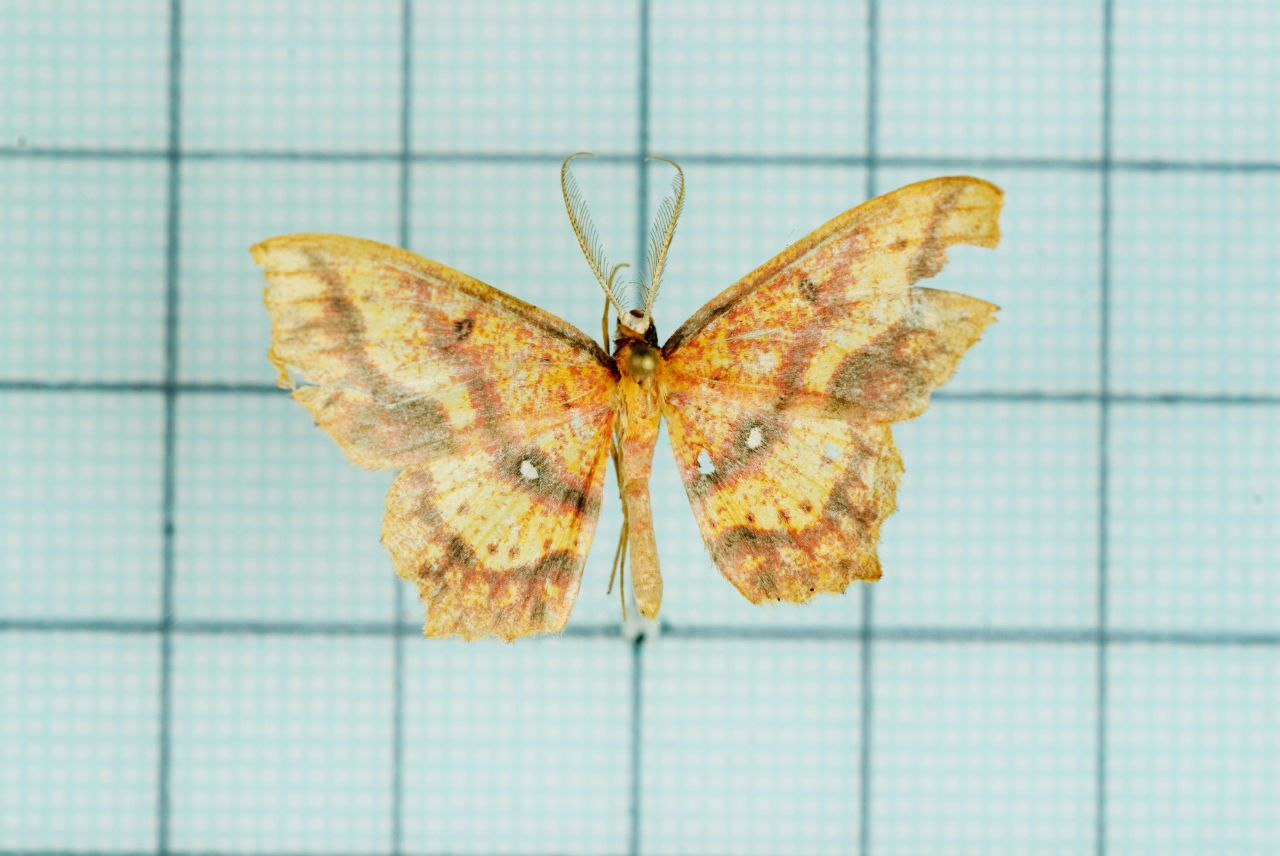